# Бетјун (Јужна Каролина)
Бетјун (енгл. Bethune) град је у америчкој савезној држави Јужна Каролина.

## Демографија
По попису из 2010. године број становника је 334, што је 18 (-5,1%) становника мање него 2000. године.
| Група             | 2000.       | 2010.       |
| Белци             | 308 (87,5%) | 284 (85,0%) |
| Афроамериканци    | 34 (9,7%)   | 38 (11,4%)  |
| Азијати           | 0 (0,0%)    | 0 (0,0%)    |
| Хиспаноамериканци | 10 (2,8%)   | 7 (2,1%)    |
| Укупно            | 352         | 334         |